# Ammophila subassimilis
Ammophila subassimilis är en biart som beskrevs av Embrik Strand 1913. Ammophila subassimilis ingår i släktet Ammophila och familjen grävsteklar. Inga underarter finns listade i Catalogue of Life.